# 이류힌
이류힌(イリューヒン, Илюхин, Ilioukhine)은 쾌걸 근육맨 2세에 등장하는 초인이다.

## 프로필
- 출신 : 러시아
- 신장 : 227cm
- 체중 : 176kg
- 초인강도 : 120만 파워

## 소개
제트기를 모델로 한 로봇 초인이며, 투니버스판 이름은 제트맨이고, 성우는 토오치카 코이치/정명준. 이름은 러시아의 격투가 미하일 일류힌에서 유래되었다. 비행기가 모티브라서 그의 몸 대부분은 기계로 이루어져 있으며, 자이로콤파스, 블랙박스 같은 비행기의 장치들도 내장되어 있다. 과거 회상을 보면 러시아 공학진들이 심혈을 기울여 제작한 로봇같지만 어린시절과 아버지도 있는 걸 보아 자세한 건 불명. 실존의 존재하는 비행기로 변신 가능하다.

## 행적
초인월드그랑프리 예선전에는 미트와 짝을 이루어 예선전을 통과한다. 초인월드그랑프리 2회전에는 투구맨을 간단히 쓰러뜨리지만 준결승에는 케빈마스크를 압도하는 파워를 보이나 케빈마스크의 신기술을 받고 패배. 케빈마스크가 근육 만타로에게 도전하려고 높은 곳에서 추락시켜버리지만 미트가 받아서 목숨을 구할 수 있었으나 미트는 중상을 입고 입원했다.